# Антипівська сільська рада
Анти́півська сільська́ ра́да — колишня адміністративно-територіальна одиниця та орган місцевого самоврядування в Золотоніському районі Черкаської області. Адміністративний центр — село Антипівка.

## Загальні відомості
- Населення ради: 1 127 осіб (станом на 2001 рік)

## Населені пункти
Сільській раді були підпорядковані населені пункти:
- с. Антипівка
- с. Бакаївка

## Склад ради
Рада складалася з 12 депутатів та голови.
- Голова ради: Торгонський Микола Васильович

### Керівний склад попередніх скликань
| Прізвище, ім'я, по батькові   | Основні відомості                                                 | Дата обрання | Дата звільнення |
| ----------------------------- | ----------------------------------------------------------------- | ------------ | --------------- |
| Різник Михайло Михайлович     | Сільський голова, 1956 року народження, безпартійний              | 26.03.2006   | 31.10.2010      |
| Торгонський Микола Васильович | Сільський голова, 1963 року народження, освіта вища, безпартійний | 31.10.2010   |                 |

Примітка: таблиця складена за даними сайту Верховної Ради України

### Депутати
За результатами місцевих виборів 2010 року депутатами ради стали:

#### За суб'єктами висування
| Суб'єкт висування            | Кількість обраних депутатів | %    |
| ---------------------------- | --------------------------- | ---- |
| Самовисування                | 10                          | 83,3 |
| Партія регіонів              | 1                           | 8,3  |
| Соціалістична партія України | 1                           | 8,3  |

#### За округами
| № округу                     | Прізвище, ім'я, по батькові      | Дата визнання обраним | Освіта             | Партійна приналежність | Відомості про обраного депутата                           |
| ---------------------------- | -------------------------------- | --------------------- | ------------------ | ---------------------- | --------------------------------------------------------- |
| Партія регіонів              |                                  |                       |                    |                        |                                                           |
| 4                            | Опалінська Валентина Анатоліївна | 02.11.2010            | середня            | член Партії регіонів   | ПП Легіонбезпеки, керівник охоронців                      |
| Соціалістична партія України |                                  |                       |                    |                        |                                                           |
| 11                           | Клименко Леонід Михайлович       | 02.11.2010            | середня            | позапартійний          | Золотоніський психоневрологічний інтернат, тракторист     |
| Самовисування                |                                  |                       |                    |                        |                                                           |
| 1                            | Жиденко Світлана Миколаївна      | 02.11.2010            | середня спеціальна | позапартійна           | фельдшерсько-акушерський пункт, молодша сестра            |
| 2                            | Сусла Світлана Василівна         | 02.11.2010            | вища               | позапартійна           | ТОВ «Красногірське», бухгалтер                            |
| 3                            | Заболотній Іван Григорович       | 02.11.2010            | середня            | позапартійний          | Антипівська с/рада, бухгалтер                             |
| 5                            | Якименко Тамара Василівна        | 02.11.2010            | вища               | позапартійна           | ТОВ «Красногірське», касир                                |
| 6                            | Ілляшенко Наталія Дмитрівна      | 02.11.2010            | середня спеціальна | позапартійна           | ТОВ «Красногірське», свинарка                             |
| 7                            | Сень Анатолій Олексійович        | 02.11.2010            | середня            | позапартійний          | ТОВ «Красногірське», фахівець поспорту                    |
| 8                            | Різник Марія Андріївна           | 02.11.2010            | середня спеціальна | позапартійна           | ТОВ «Красногірське», завідувачка складом                  |
| 9                            | Ігнатенко Людмила Юріївна        | 02.11.2010            | середня спеціальна | позапартійна           | Золотоніський психоневрологічний інтернат, молодша сестра |
| 10                           | Ілляшенко Любов Миколаївна       | 02.11.2010            | середня спеціальна | позапартійна           | ТОВ «Красногірське», бухгалтер                            |
| 12                           | Зречкіна Катерина Василівна      | 02.11.2010            | середня спеціальна | позапартійна           | Антипівська сільська рада, секретар                       |